# Fiona McIntosh

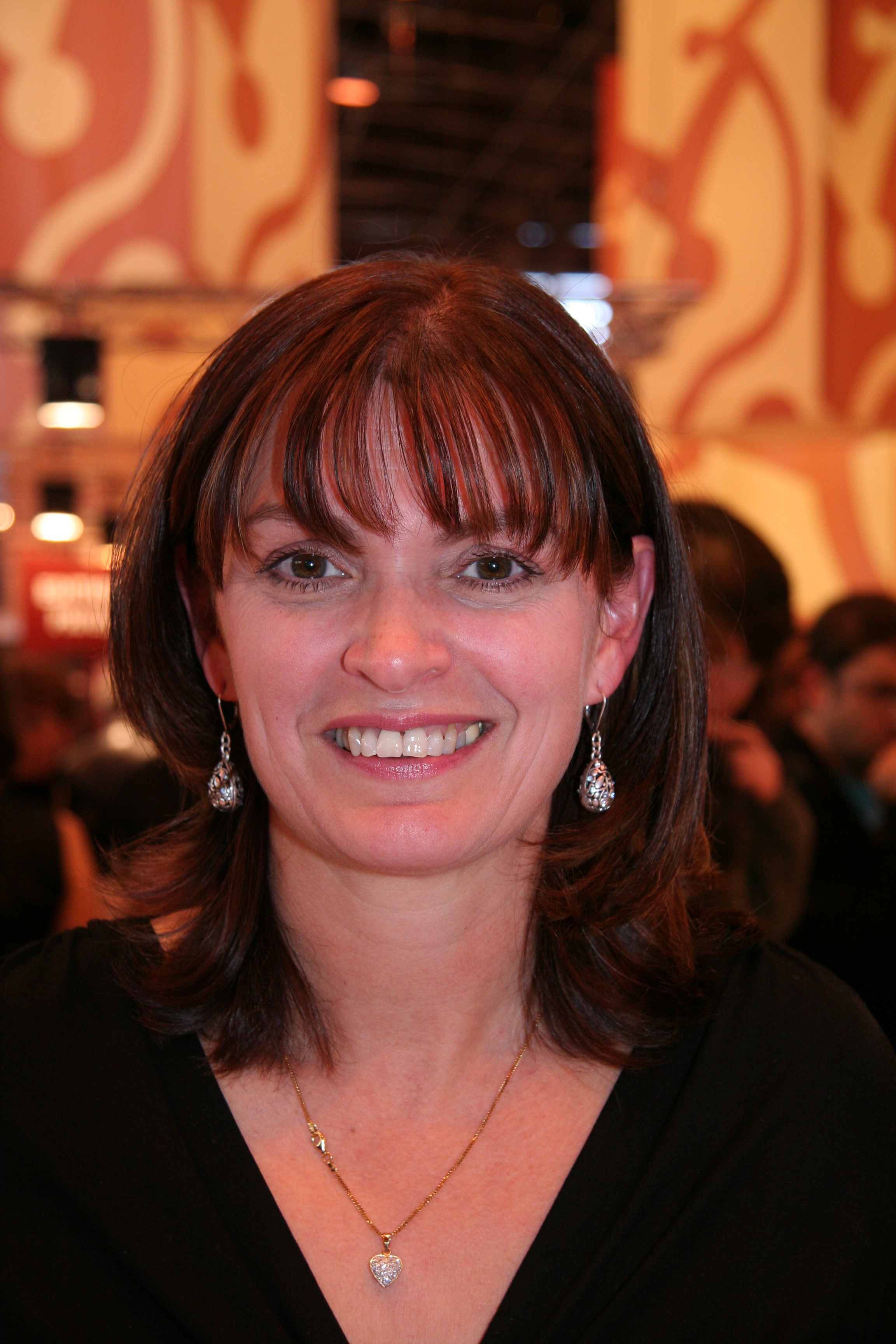
Fiona McIntosh

Fiona McIntosh (ur. 1960) – australijska pisarka książek dla dzieci i dorosłych.

## Życiorys
Urodziła się w Brighton w Anglii. W wieku od trzech do ośmiu lat dużo podróżowała do Afryki przez pracę ojca. W wieku dziewiętnastu lat wyjechała najpierw do Paryża, później do Australii, gdzie mieszka do dziś. W 2007 roku opowiadanie Bye Bye Baby napisała pod pseudonimem Lauren Crow.

## Twórczość

### SeriaTrójca
- Betrayal (2001), polska wersja: Zdrada (2005)
- Revenge (2002), polska wersja: Zemsta (2006)
- Destiny (2002), polska wersja: Przeznaczenie (2007)

### The Quickening
- Myrren's Gift (2003)
- Blood and Memory (2004)
- Bridge of Souls (2004)

### Percheron
- Odalisque (2005)
- Emissary (2006)
- Goddess (2007)

### Trylogia Valisarów
- Royal Exile (2008), polska wersja Królewski wygnaniec (2013)
- Tyrant's Blood (2009), polska wersja Krew tyrana (2013)
- King's Wrath (2010), polska wersja Gniew Króla (2013)

### seria o Jacku Hawksworth
- Bye Bye Baby (2007, napisane pod pseudonimem Lauren Crow)
- Beautiful Death (2009)

### Inne powieści
- Fields of Gold (2010)
- The Lavender Keeper (2012)
- The Scrivener's Tale (2012, standalone novel set in the world of The Quickening)
- The French Promise (2013, sequel to The Lavender Keeper)
- The Tailor's Girl (2013)

### Opowiadania
- The Batthouse Girl (2009)

### Shapeshifter (dla dzieci)
- Severo's Intent (2007)
- Saxten's Secret (2007)
- Wolf Lair (2007)
- King of the Beasts (2007)

### Inne prace
- The Whisperer (2009)
- The Rumpelgeist (2012)